# Harold Barker
Harold Ross Barker (Marylebone, Londres, 12 d'abril de 1886 - Henley-on-Thames, 29 d'agost de 1937) va ser un remer anglès que va competir a primers del segle xx.
Barker estudià al Christ Church de la Universitat d'Oxford i fou membre de la tripulació del seu club de rem a la regata Oxford-Cambridge de 1908. Aquell mateix any guanyà la Silver Goblets a la Henley Royal Regatta, fent parella amb Albert Gladstone. També va prendre part en els Jocs Olímpics de Londres, on guanyà la medalla de plata en la prova del quatre sense timoner del programa de rem fent equip amb John Fenning, Gordon Thomson i Philip Filleul. En la final van perdre contra la tripulació del Magdalen College de la Universitat d'Oxford. El 1909 tornà a disputar l' Oxford-Cambridge.
Barker es casà amb Ellen Powell el 1909. Ella era la germana dels remers Ronald i Eric Powell.